# 玉井潤次
玉井 潤次（たまい じゅんじ、1883年（明治16年）7月27日 - 1958年（昭和33年）12月27日）は、日本の弁護士、政治家。日本社会党衆議院議員（1期）。

## 経歴
新潟県中蒲原郡早通村（現:新潟市）で、大地主・玉井貞太郎の二男として生まれた。1910年東京帝国大学独法科卒。卒業後は弁護士の業務に従事し、日本無産党に加わり、新潟県議、新潟市議となる。その後、人民戦線事件で検挙される。
戦後は日本社会党の結成に加わり、1946年の第22回衆議院議員総選挙で新潟県第1区（当時は大選挙区制）から立候補して当選する。翌1947年の第1回新潟県知事選挙に日本社会党公認で立候補する。1回目の投票で1位の岡田正平に次ぐ得票となったが、法定得票数に達した者がいなかったため、岡田との決選投票となった。決選投票では岡田に30万票以上の差をつけられ敗れた。4年後の知事選にも出馬したが、6万票台と最下位に終わった。
このほか新潟県教育委員長を務めた。